# Finland i olympiska vinterspelen 1924
Finland deltog i olympiska vinterspelen 1924. Finlands trupp bestod av sjutton idrottare varav sexton var män och en var kvinna. Den äldsta idrottaren i Finlands trupp var Walter Jakobsson (41 år, 358 dagar) och den yngsta var Asser Wallenius (21 år, 187 dagar).

## Medaljer

### Guld
- Skridsko
  - Herrar 1500 m:  Clas Thunberg
  - Herrar 5000 m:  Clas Thunberg
  - Herrar 10000 m:  Julius Skutnabb
  - Herrar All-round:  Clas Thunberg

### Silver
- Konståkning
  - Par: Ludowika Jakobsson och Walter Jakobsson
- Militärpatrull
  - Herrar: Väinö Bremer, August Eskelinen, Heikki Hirvonen, Martti Lappalainen
- Skridsko
  - Herrar 5000 m:  Julius Skutnabb
  - Herrar 10000 m:  Clas Thunberg

### Brons
- Längdskidåkning
  - Herrar 18 km:  Tapani Niku
- Skridsko
  - Herrar All-round:  Julius Skutnabb
  - Herrar 500 m:  Clas Thunberg

## Trupp

### Längdsidåkning
- Tapani Niku
- Anton Collin
- Erkki Kämäräinen
- Matti Raivio
- Matti Ritola

### Konståkning
- Walter Jakobsson
- Ludovika Jakobsson-Eilers

### Militärpatrull
- Väinö Bremer
- Aku "August" Eskelinen
- Heikki Hirvonen
- Martti Lappalainen

### Nordisk kombination
- Verner Eklöf Male
- Sulo Jääskeläinen (Deltog även i backhoppning)

### Backhoppning
- Sulo Jääskeläinen (Deltog även i nordisk kombination)
- Tuure Nieminen

### Skridsko
- Clas Thunberg
- Julius Skutnabb
- Asser Wallenius